# Elwin Ndjock
Elwin Ndjock (né le 5 août 2001 à Lyon) est un joueur français de basket-ball évoluant au poste d'ailier.

## Biographie

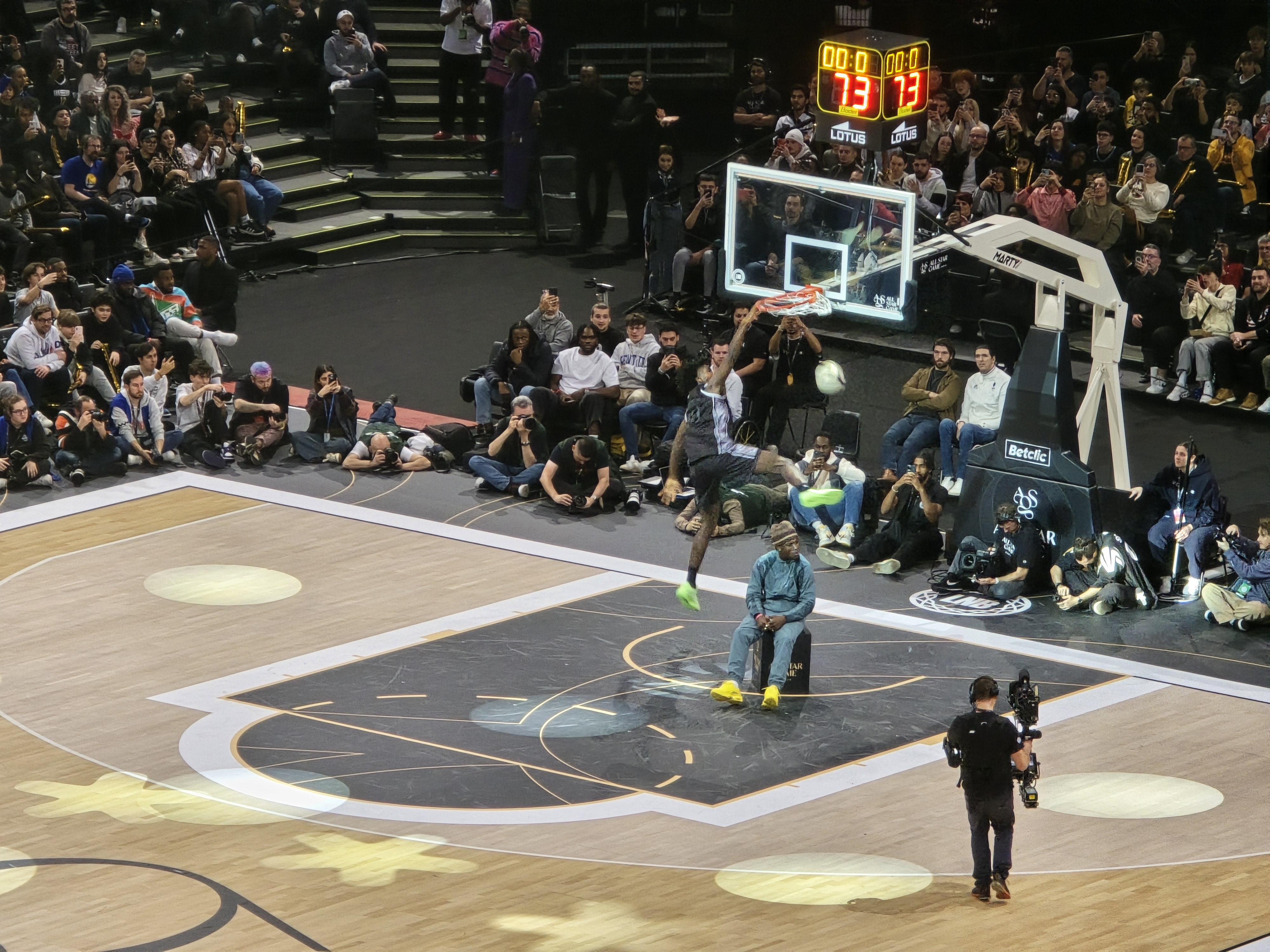
Elwin Ndjock sautant au-dessus du rappeur La Mano 1.9 lors du All-Star Game LNB 2024.

Il a été formé à l'ASVEL Lyon-Villeurbanne (2018-2021), puis a évolué au LYONSO Basket (2021-2022), l'Andrézieux-Bouthéon Loire Sud Basket (2022-2023), l'Alliance Sport Alsace (2023-2024) avant de rejoindre le Rouen Métropole Basket (2024-),.
Il mesure 2 mètres.
Il a participé au concours de dunk du All-Star Game LNB 2024.

## Palmarès
- Champion de France 2021 (avec l'ASVEL Lyon-Villeurbanne)[2]
- Vainqueur du Trophée du Future 2021 (avec l'ASVEL Lyon-Villeurbanne)[2]
- MVP du Trophée du Futur 2021 (avec l'ASVEL Lyon-Villeurbanne)[2]